# محمد يوسف (لاعب كرة قدم مواليد 1970)
محمد يوسف (مواليد 9 أكتوبر 1970 في القاهرة) هو لاعب كرة قدم مصري دولي سابق لعب في مركز المدافع. بدأ مسيرته الرياضية عام 1989 مع الأهلي واعتزل اللعب عام 2004 مع نادي إنبي.
وفي عام 2016 استطاع نادي الشرطة العراقي التعاقد مع محمد يوسف لتدريب الفريق، وأقيل من تدريب الفريق في 29 مارس 2017.
وفي 30 إبريل 2017 تعاقد معه نادي بتروجيت لإدارة الفريق وقد استمر في منصبه كمدرب عام في النادي الاهلي حتى نهاية عقده في 31 أغسطس 2019.

## مسيرته كلاعب
بدأ يوسف مسيرته في الدوري المصري الممتاز مع الأهلي عام 1989، حيث فاز بست بطولات دوري على مدار عشر سنوات. في عام 1999، انتقل إلى تركيا حيث لعب في الدوري الممتاز (سوبر ليج) لـ (دينزلي سبور) و (ديار بكرسبور)، ثم عاد إلى الدوري المصري الممتاز مع فريق (إنبي).

## مسيرته الدولية
بدأ يوسف مسيرته مع منتخب الناشئين تحت 17 سنة والذي تأهل إلى كأس العالم للناشئين 1987 بكندا. ثم مـثَّل منتخب مصر تحت 19 سنة مع المدير الفني الراحل طه بصري. وبعدها أصبح يوسف قائد الفريق المصري في أولمبياد برشلونة 1992 وسجل هدفًا ضد كولومبيا. ظهر لأول مرة مع المنتخب المصري الأول ضد المغرب في 11 يوليو 1993. لعب يوسف 95 مباراة دولية مع منتخب مصر الأول، بما في ذلك ثلاث مباريات في كأس القارات 1999 فيفا. فاز مع مصر بكأس الأمم الأفريقية لعام 1998 ولعب أيضا في كأس الأمم الأفريقية 1994 و 2000. وختم مسيرته الدولية في عام 2001.

## مسيرته كمدرب
- بدأ يوسف مسيرته التدريبية كمدرب مساعد بالفريق الأول للأهلي في يونيو 2009 مع المدير الفني حسام البدري ثم مساعداً مع مانويل جوزيه في الفترة من يناير 2011 حتى يونيو 2012 ثم مدرب عام مع حسام البدري حتى مايو 2013.
- في 7 مايو 2013، تم تعيين يوسف مديراً فنياً للفريق الأول للأهلي لمدة موسم. قاد الأهلي خلالها للفوز بدوري أبطال إفريقيا 2013 وبطولة السوبر الأفريقي 2014، ووصل إلى كأس العالم للأندية فيفا 2013 في المغرب. وإقترب من إحراز بطولة الدوري لموسم 2013-2014.
- في الأول من مايو 2014، استقال من النادي الأهلي.ثم في 23 يوليو2014 ، تم تعيينه كمدير فني لنادي الشرطة العراقي.على الرغم من فوزه في 11 مباراة وتعادل 4 من أصل 15 مباراة لعبها في الدوري، وتصدره لمجموعته في كأس الاتحاد الآسيوي، تم إقالته في مايو 2015.
- وفي يوليو 2015، أصبح مدربًا لفريق سموحة في الدوري المصري الممتاز، حيث لعب أيضا مع النادي السكندري في دوري أبطال أفريقيا 2015.
-.
وفي يوليو من عام 2016 استطاع نادي الشرطة العراقي التعاقد مع محمد يوسف مرة أخرى لتدريب الفريق. ، وأقيل من تدريب الفريق في 29 مارس 2017.
- في مايو2017، أصبح المدير الفني لـ نادي بتروجيت في الدوري المصري الممتاز.
- في يونيو 2018، عاد يوسف إلى الأهلي كمدرب عام ومدير كرة حتى ديسمبر 2018، ثم استمر كمدرب عام حتى نهاية عقده في 31 أغسطس 2019.
-في أكتوبر 2020، أصبح المدير الفني لنادي البنك الأهلي في الدوري الممتاز الصاعد حديثاً.

## الإنجازات

### دولياً
- كأس الأمم الأفريقية لكرة القدم: لقب واحد (1998)

### النادي
كلاعب:
الأهلي
- الدوري المصري الممتاز: 6 ألقاب (1993–94، 1994–95، 1995–96، 1996–97، 1997–98 و1998–99)
- كأس مصر: 4 ألقاب (1990-1991, 1991-1992, 1992-1993, 1995–96)
- كأس الكؤوس الأفريقية: لقب واحد (1993)
- بطولة الأندية العربية لأبطال الدوري: لقب واحد (1996)
- كأس السوبر العربي: لقبين (1997، 1998)
- البطولة العربية للأندية الفائزة بالكؤوس: لقب واحد (1994–95)

كمدرب:
الأهلي
- دوري أبطال أفريقيا: لقب واحد (2013)
- كأس السوبر الأفريقي: لقب واحد (2014)

## روابط خارجية
- محمد يوسف على موقع الاتحاد الدولي (مؤرشف)  (الإنجليزية)
- محمد يوسف على موقع اتحاد تركيا (لاعب) (الإنجليزية)
- محمد يوسف على موقع قاعدة بيانات كرة القدم.إي يو (الإنجليزية)
- محمد يوسف على موقع ناشيونال فوتبول تيمز (الإنجليزية)
- محمد يوسف على موقع أوليمبيديا (الإنجليزية)